# Choke – Der Simulant
Choke – Der Simulant ist eine US-amerikanische schwarze Filmkomödie aus dem Jahr 2008. Regie führte Clark Gregg, der nach dem gleichnamigen Roman (dt. Titel: Der Simulant) von Chuck Palahniuk auch das Drehbuch schrieb.

## Handlung
Der sexsüchtige Victor Mancini hat sein Medizinstudium abgebrochen, um seiner Mutter Ida den Aufenthalt in einer privaten Pflege- und Nervenheilanstalt finanzieren zu können. Geld verdient er zum einen als Darsteller in einer nachgebildeten Kolonie des 18. Jahrhunderts. Zudem täuscht er in Restaurants regelmäßig Erstickungsanfälle vor, um sich von Vermögenden retten und anschließend unterstützen zu lassen. Jeden Abend besucht er seine Mutter, die ihn nicht mehr erkennt, sondern für ihren Anwalt hält. Einmal teilt sie ihm mit, dass ihr Sohn endlich erfahren sollte, dass sein Vater kein norwegischer Handelsreisender sei, wie sie ihm immer erzählt habe.
Paige Marshall hat ebenfalls ihr Medizinstudium abgebrochen. Wegen einer nicht perfekten Note und der heftigen Reaktion ihrer Eltern darauf wurde sie katatonisch und ließ sich in dieselbe Anstalt einweisen. Von Idas Erzählungen über ihren Sohn ist sie so beeindruckt, dass sie sich als Ärztin ausgibt, um sich Victor zu nähern, dessen Annäherungsversuche sie zunächst dennoch zurückweist. Sie eröffnet ihm, dass seine Mutter an einer Form von Demenz leide, die durch jahrelangen Drogenkonsum verschlimmert wurde.
Victor kann seine Mutter überlisten, dass sie seinen Freund und Kollegen Denny für ihn hält. Um sich gegenüber dem vermeintlichen Sohn zu öffnen, verweist sie Victor des Zimmers. In der Anstaltskapelle berichtet Paige ihm von einer experimentellen und illegalen Therapiemöglichkeit mit Hilfe von genetisch kompatiblen Stammzellen. Victor soll Paige deshalb schwängern, was aber an seinen Erektionsproblemen scheitert.
Unterdessen erzählt Ida Denny zwar nicht, wer Victors Vater ist, legt ihm aber nahe, ihr Tagebuch zu lesen. Da Victor kein Italienisch spricht, gibt Paige vor, es ihm aus dieser Sprache übersetzen zu können. Demnach ließ Ida sich in einem Experiment mit genetischem Material einer religiösen Reliquie, der Vorhaut Jesu, befruchten. Der Nachkomme Jesu zu sein, beeindruckt Victor sehr, dass er sich fragt, warum er wohl so schlecht sei und warum er Sex nur mit Frauen haben kann, zu denen er keine emotionale Bindung hat.
Als es seiner Mutter schlechter geht, erkennt sie ihn wieder. Sie beichtet Victor, dass sie ihn aus einem Kinderwagen gestohlen habe, also gar nicht seine leibliche Mutter sei. Unmittelbar darauf erstickt sie an dem Pudding, mit dem Victor sie derweil gefüttert hat. Als die herbeieilende Paige sie wiederbeleben will, sieht Victor ihr Patientenarmband. Sie gesteht ihre Geschichte und ihre Gefühle für Victor. Um nicht mit dem Tod seiner Mutter in Verbindung gebracht zu werden, flüchtet Victor aus der Klinik. Wenig später wird er verhaftet, weil er in der Anstalt eine 90-jährige Frau unsittlich berührt haben soll. Von den Polizisten erfährt er, dass Paige, die im Zusammenhang mit Idas Tod gesucht wird, sich selbst entlassen habe. Bei der Vernehmung versucht er mit einer weiteren simulierten Erstickung, die Polizisten abzulenken. Dabei gerät er in einen Trancezustand, in dem er zu der Erkenntnis kommt, dass Menschen weder böse noch perfekt sind und dass sie sich von der Welt sagen lassen, was sie sind, obwohl sie es für sich selbst entscheiden könnten.
Am Ende trifft Paige auf Victor in einer Flugzeugtoilette, wo sie Sex miteinander haben, so wie Victor einst in einer Flugzeugtoilette ersten anonymen Sex hatte. Damit hat er den Kreis durchbrochen, der in der Selbsthilfegruppe für Sexsüchtige propagiert wird, die er mit Denny besucht – wobei er bislang regelmäßig der Versuchung einer Teilnehmerin der Gruppe erlegen ist.

## Kritiken
Die Organisatoren des Sundance Film Festivals schrieben, die schwarze Komödie ergründe die dunkleren Seiten des menschlichen Verhaltens. Sie sei um die „atemberaubende“ Darstellung von Sam Rockwell aufgebaut, der mit dem gespielten Charakter verschmolzen zu sein scheine („he fully inhabits the character“) und so den komödiantischen wie auch den dramatischen Aspekten seiner Rolle gerecht geworden sei.
Filmkritiker sahen atmosphärische Schwächen in der Umsetzung der Romanvorlage. Mit Choke, so James Berardinelli, habe Gregg zwar Palahniuks Sprache aufrechterhalten, aber „die Männer und Frauen, die den Film bevölkern, wirken wie die halbfertigen Fantasiekonstrukte eines Filmemachers.“ Ihm fehlen die „kleinen Szenen, die uns dazu bringen, die Protagonisten als mehr als Leute mit schneller Auffassungsgabe und zynischen Ansichten anzusehen.“
Dennoch sei das Werk handwerklich gelungen: „Der Film windet sich mit erstaunlicher Leichtigkeit zwischen Komödie und Tragödie. Manche Szenen sind urkomisch, andere sind düster. Regisseur Gregg […] leitet seine Schauspieler sicher durch das Minenfeld wechselnder Tonfälle. Die vier Hauptdarsteller sind gut […]. Zwischen Rockwell und Macdonald stimmt die Chemie, und zwischen Rockwell und Henke sogar noch besser.“
Das Hauptproblem von Choke sei laut Berardinelli, dass der Film zu hastig voranschreite. „Die Charaktere bekommen keine Gelegenheit, richtig aufzugehen. […] Trotz solider Auftritte und geistreicher Dialoge kriegt uns Choke nie dazu, in Victors Haut zu schlüpfen.“
Bill Goodykoontz von der Arizona Republic bemängelte an Choke die fehlende Raffinesse. „Es ist ein übertriebenes Herumtollen. Aber die schauspielerischen Leistungen sind durchgehend gut und ausgewogen nuanciert.“ Vor allem Rockwell spiele seine Rolle „mit einer solch drängenden Entschlossenheit, dass es unmöglich ist, nicht in beinahe jeder Situation auf Victors Seite zu sein, selbst wenn man weiß, dass er falsch liegt“. Er sei ein guter Schauspieler, dem man gerne bei allem Möglichen zusehe, aber „in Choke muss man so ziemlich genau das auch tun.“
Amy Biancolli vom Houston Chronicle befand: „Es ist keineswegs ein toller Film. Es ist keineswegs ein schlechter. Teile davon bewegten mich, faszinierten mich oder ließen mich laut lachen. […] Er ist oft unausgeglichen, manchmal unbedacht, und trotzdem mit einer scharfen, schneidigen Performance gekrönt, die mich dazu verführte, mitzufühlen. Er ist zynisch in seiner Darstellung von Sex, gutgläubig in seiner Darstellung der Liebe und abwechselnd romantisch, drastisch, inspiriert, amüsant, widerlich, sentimental, herb, spirituell und drollig.“
Der Film sei jedoch „seinen eigenen Gegensätzen kaum gewachsen, taumelt von Schwarzer Komödie und sehr bildhaftem Gebumse zu Anfällen emotionaler Bekenntnisse bei schmalziger Musik. […] Greggs unstete Regie dämpft den Humor und verwirrt den Kitsch, was einen tonlich verworrenen Film ergibt.“
Rockwells Leistung dagegen sei „ein Paradebeispiel bezaubernden Freud’schen Gelaberes“.
Claudia Puig von USA Today schrieb: „Choke kann schwer zu schlucken sein, allerdings nicht aus den beabsichtigten Gründen. Ja, er ist nichts für die Empfindlichen oder schnell Beleidigten, aber sein Schmutz ist eher oberflächlich schockierend als böse satirisch. Obwohl es Momente brauchbaren schwarzen Humors gibt, fühlt er sich aalglatt an und lässt die hämische Qualität des Romans von Chuck Palahniuk vermissen. […] Es gibt einige clevere Dialoge und auch ein paar grotesk witzige Situationen, aber der Film fühlt sich zu ausladend und unzusammenhängend an, um ein wirklich absurder Spaß zu sein.“
Dennis Harvey fand in der Variety, Choke sei im Vergleich mit Fight Club „ein deutlich anspruchsloserer Versuch“. Er leide nicht so sehr an „der kleineren Produktion als an Regie und Verpackung, die filmisch einfach nicht zu Palahniuks fantasievollem Schwung passen.“ Dessen „possenhafte Albernheit“ sei „gebührend präsent, aber das rasende Tempo und der zugrundeliegende Nihilismus, die in Fight Club so plastisch auf die Leinwand übertragen wurden, sind hier kaum nachweisbar.“
Der Film erhalte reichlich Lacher, „wenngleich in einer deutlich konventionelleren, ‚unverschämten‘ Indie-Comedy-Art als es das Ausgangsmaterial hatte erwarten lassen.“
Gregg, der in der Nebenrolle des Charlie witzig sei, und seine Mitarbeiter „kommen mit einem alltäglich glänzenden Look, uninspirierten Versatzstück-Requisiten und einem unausgeglichenen Darbietungstenor daher. Das ergibt eine eher zerstreuende Bad-Taste-Comedy als das wahrhaft schräge Paralleluniversum des Romans.“ Allerdings werden „manche erzählerische Ideen und bildliche Metaphern die Fans des Schinkens trotzdem reizen“.
Ruthe Stein lobte in dem ansonsten „nervenden kleinen Film, der lasziv sein will, aber eher albern ist“, die Leistungen der Schauspieler: „Die Hauptbesetzung wächst über das […] Material hinaus […]. Rockwell wandelt mit einem permanent fertigen Look durch den Film.“ Auch Huston schaffe es, „sowohl als die bettlägerige Ida als auch als die etwa 30 Jahre Jüngere glaubhaft zu sein.“
Ty Burr urteilte, der Film sei „nicht dafür enttäuschend, was er ist, sondern für das, was er hätte sein können. Der Film sei hinreichend sehenswert und bei Zeiten ziemlich fesselnd, aber […] er sollte so grenzüberschreitend wie sein Held sein.“
Auch Kyle Smiths Fazit war, Choke versuche „schmutzig zu sein, aber schafft es nur, schmuddelig zu sein.“
Das Lexikon des internationalen Films meinte: „Uninspirierte, inszenatorisch dürftige Adaption eines Romans, die sich weitgehend in der Aneinanderreihung von Sexabenteuern und launigen Sprüchen erschöpft.“

## Auszeichnungen
Der Film nahm als Wettbewerbsbeitrag am Sundance Film Festival teil, wo Clark Gregg für den Großen Jurypreis nominiert wurde und Sam Rockwell, Anjelica Huston, Kelly Macdonald und Brad William Henke den Jury-Sonderpreis für das beste Ensemble gewannen. Bei den Satellite Awards 2008 war der Film als beste Komödie, Rockwell als bester Komödien-Hauptdarsteller und Huston als beste Nebendarstellerin nominiert, und die Casting Society of America nominierte die für das Casting zuständige Mary Vernieu für einen Artios-Award in der Kategorie Outstanding Achievement in Casting – Low Budget Feature – Drama/Comedy.

## Hintergründe
Chuck Palahniuk verkaufte 2001 die Filmrechte an seinem Roman an Bandeira Entertainment, 2006 gingen sie an Universal Pictures. Der Film wurde in New Jersey gedreht. Die Produktionskosten wurden auf 3,4 Millionen US-Dollar geschätzt. Weltpremiere hatte der Film am 21. Januar 2008 auf dem Sundance Film Festival.